# Сергей Толстов
Сергей Толстов e руски и съветски историк, археолог и етнограф. Той е организатор и директор (между 1937 и 1969 г.) на експедиция „Хорезъм“, която открива и проучва множество монументи в историческата област Хорезъм, откривател е на древнохорезъмската цивилизация. Автор е на книгата „Древният Хорезъм“, която е основополагаща в областта. През 1953 г. е избран за член-кореспондент на Руската академия на науките, бил е директор на научноизследователския институт по антропология ИЭА РАН.

## Биография
Сергей Толстов е роден в Санкт Петербург, баща му е военен офицер. През 1930 г. завършва Московския държавен университет, където учи едновременно в два факултета: „Физика и математика“ и „История и етнология“. Между 1929 и 1936 г. работи като изследовател за Руския етнографски музей. През 1939 г. е назначен за декан на новосъздадения факултет по етнография на Московския държавен университет. През 1942 г. става директор на Института по етнография на Руската академия на науките.